# Caroline Schelling

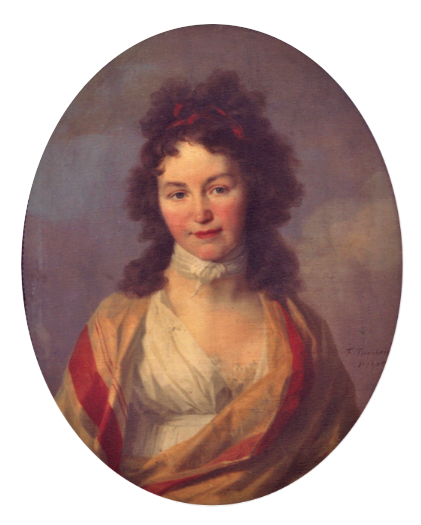
Caroline Schlegel (1798)

Caroline Schelling (* 2. September 1763 in Göttingen; † 7. September 1809 in Maulbronn) war eine deutsche Schriftstellerin und Übersetzerin. Getauft als Dorothea Caroline Albertine Michaelis, Tochter eines Göttinger Professors, wurde sie 1788 zur Witwe. 1796 heiratete sie August Wilhelm Schlegel, von dem sie sich 1803 scheiden ließ. Kurz darauf heiratete sie Friedrich Schelling. In Jena zählte sie zu den Universitätsmamsellen und gilt als Muse verschiedener Dichter und Denker der Frühromantik.

## Leben

### Jugendjahre

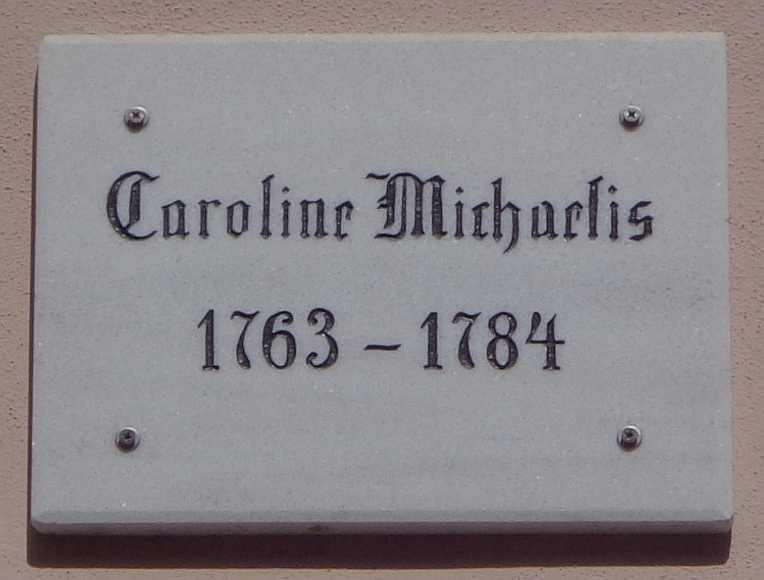
Göttinger Gedenktafel am Michaelishaus in der Prinzenstraße 21.

Caroline Schelling wurde als Dorothea Caroline Albertine Michaelis in Göttingen geboren. Als Tochter des Professors Johann David Michaelis (1717–1791) mit den Schwerpunkten Theologie und Orientalistik verkehrte sie früh mit den dortigen Gelehrtenfamilien und war mit Therese Heyne sowie mit deren späterem Ehemann Georg Forster befreundet. Caroline erhielt in jungen Jahren Privatunterricht von einem Studenten der Theologie. Vom 13. bis 14. Lebensjahr ging sie auf ein Mädchenpensionat in Gotha.

### Clausthal

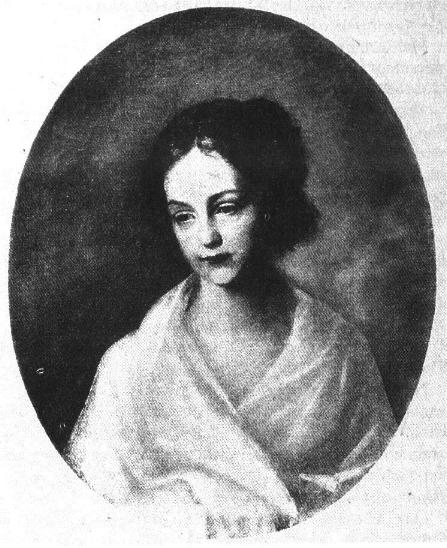
Auguste Böhmer

Am 15. Juni 1784 heiratete sie ihren Jugendfreund, den Clausthaler Amts- und Bergarzt Johann Franz Wilhelm Böhmer (1754–1788), einen Sohn des Juristen Georg Ludwig Böhmer. Am 28. April 1785 brachte sie ihr erstes Kind Auguste („Gustel“) Böhmer zur Welt. Therese („Röschen“), das zweite Kind mit Böhmer, wurde am 23. April 1787 geboren. Am 4. Februar 1788 starb ihr Mann an einer Wundinfektion. Caroline Böhmer, erneut schwanger, zog mit Therese und Auguste zurück ins Göttinger Elternhaus. Dort wurde das dritte Kind Wilhelm im August 1788 geboren, es lebte nur wenige Wochen.
In Göttingen lernte sie Georg Ernst Tatter kennen, der sich dort als Begleiter dreier englischer Prinzen aufhielt, und verliebte sich in ihn. Im Frühjahr 1789 zog sie mit ihren Töchtern zu ihrem Stiefbruder Christian Friedrich „Fritz“ Michaelis nach Marburg, der dort Professor der Medizin war. Am 17. Dezember 1789 starb auch Therese. Caroline und Auguste Böhmer zogen im Herbst 1789 zurück nach Göttingen.

### Mainz

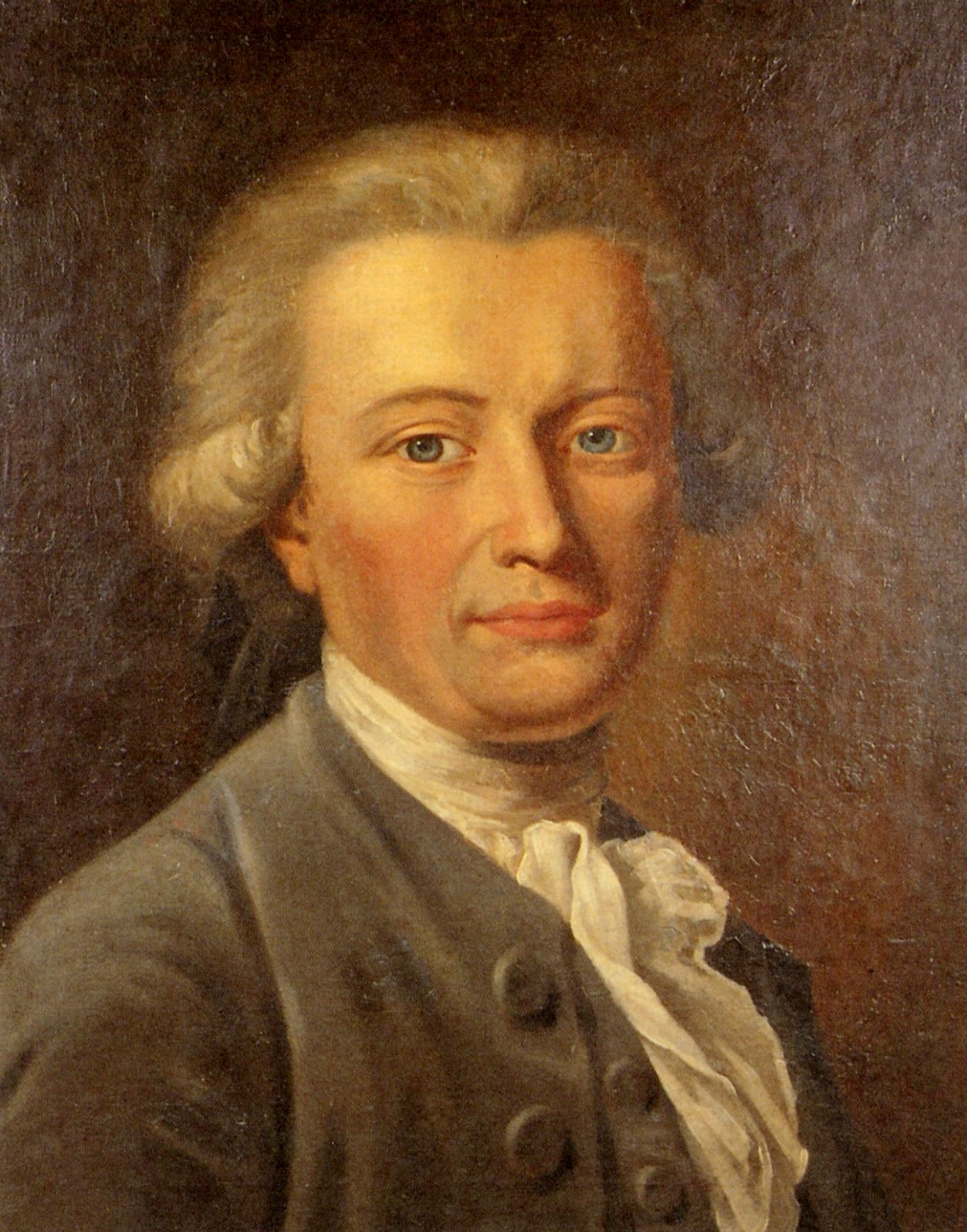
Georg Forster (um 1785)

1791 starb der Vater, die Mutter zog nach Braunschweig, das Elternhaus wurde verkauft. Als „kokette junge Witwe“, wie sie sich selbst nannte, übersiedelte Caroline Böhmer mit Auguste im März 1792 nach Mainz, wo sie die ursprünglich auch aus Göttingen stammende – von ihrem Mann Johann Nikolaus Forkel getrennt lebende – Meta Forkel bei sich aufnahm, die wiederum schwanger geworden war von dem damaligen Studenten Johann Heinrich Liebeskind (1768–1847). Viel verkehrte sie auch mit dem Ehepaar Georg Forster und Therese Heyne, das seit 1785 verheiratet war.
Im Oktober 1792 wurde Mainz durch französisch-revolutionäre Truppen unter Custine eingenommen. Caroline Böhmer hatte schon zuvor keinen Hehl aus ihrer demokratisch-revolutionären Gesinnung gemacht – obwohl sie keine eigentliche Klubistin werden konnte, da in die „Gesellschaft der Freunde der Freiheit und Gleichheit“ keine Frauen aufgenommen wurden. Zwar war ihr Schwager Georg Wilhelm Böhmer als Sekretär des französischen Generals Custine nach Mainz gekommen, doch hielt sie von ihm Abstand und äußert sich sehr kritisch über ihn:

„Ein Werkzeug ist mein Schwager George Böhmer, der seine Profeßur in Worms aufgegeben hat, und so was von Secretair bey Custine ist. Mir sank das Herz, wie ich den Menschen sah – o weh – wolt und könt ihr den brauchen? Die sich bey solchen Gelegenheiten vordrängen, sind nie die besten.“

Zwischen Therese Forster und deren Hausfreund Ludwig Ferdinand Huber kam es zu intimen Beziehungen, die Georg Forster hinnahm. Schließlich zog Therese Forster im Einvernehmen mit ihrem Ehemann im Dezember 1792 mit Huber in die Schweiz. Nun dichtete man Caroline Böhmer ein Verhältnis mit Forster an.
Die Reaktion der deutschen Kräfte gegen die französische Revolution im Allgemeinen und die Mainzer Republik im Besonderen hatte nach anfänglichen militärischen Niederlagen, z. B. im September 1792 bei Valmy, inzwischen Fortschritte errungen. Truppen der Koalition begannen Anfang 1793, die französisch besetzten Reichsteile zurückzuerobern. Dennoch wurden am 18. März 1793 die Mainzer Republik und drei Tage später ihr Anschluss an das revolutionäre Frankreich ausgerufen.
In dieser Zeit wurde Caroline Böhmer schwanger von dem 19-jährigen Leutnant Jean Baptiste Dubois-Crancé, der Anfang 1793 als Neffe des französischen Generals d’Oyré in Mainz stationiert war und dem sie sich in einer Ballnacht im Februar hingegeben hatte – „ein Kind der Glut und Nacht“, wie sie schreibt. Am 25. März 1793 reiste Forster im Auftrag der Mainzer Republik zu weiteren politischen Gesprächen nach Paris ab. Allein gelassen und unter dem Eindruck der drohenden Rückeroberung von Mainz durch preußische Truppen, verließ auch Caroline Böhmer fünf Tage später Mainz. Begleitet wurde sie von der Mutter und Schwiegertochter des führenden Mainzer Jakobiners Georg von Wedekind, dessen Kindern und Schwester, Meta Forkel und ihrer achtjährigen Tochter Auguste.

### Haft und Verfolgung
Caroline Böhmer und ihre Begleitung wurden noch am selben Tag im benachbarten Oppenheim vom preußischen Militär aufgehalten und, als Caroline Böhmers Verbindung zu den führenden Mainzer Jakobinern erkannt wurde, festgenommen. Außerdem hielt man sie, der Namensgleichheit wegen, für die Ehefrau ihres Schwagers Georg Böhmer. Zunächst wurde sie auf der Festung Königstein im Taunus festgehalten, dann ab 14. Juni in Kronberg im Taunus unter Hausarrest gestellt. Sie fürchtete die Entdeckung ihrer Schwangerschaft und war entschlossen, sich zu töten, falls diese entdeckt würde.
Verwandte, Freunde und Bekannte wie die Brüder Friedrich und August Wilhelm Schlegel versuchten, ihre Freilassung zu erreichen. Die Eingabe ihres Bruders Gottfried Philipp Michaelis direkt an König Friedrich Wilhelm II. von Preußen brachte endlich Erfolg. Der Monarch antwortete:

„Wohlgelahrter, besonders lieber. Es ist ganz und gar nicht Mein Wille, daß schuldlose Personen das verdiente Schicksal der Verbrecher theilen sollen, die sich die Gefangenschaft auf dem Königstein zugezogen haben. Da Ich nun Eurer Versicherung, daß Eure daselbst befindliche Schwester, die Witwe des Bergmedikus Boehmer nichts verschuldet habe, allen Glauben beylege, so habe Ich dem Major von Lucadow befohlen, dieselbe, nebst ihrem Kinde, auf freyen Fuß zu stellen. Ich mache Euch solches auf Euer Schreiben vom 1sten dieses, in Antwort bekannt und bin Euer gnädiger Fr. Wilhelm.“

Nach Zahlung von Kosten wurden Caroline und Auguste Böhmer am 5. Juli 1793 freigelassen. August Wilhelm Schlegel kam aus Amsterdam und brachte sie von Kronberg nach Leipzig und schließlich im benachbarten Städtchen Lucka bei einem Arzt unter. Dort brachte sie unter falschem Namen am 3. November 1793 ihren Sohn Wilhelm Julius zur Welt. Friedrich Schlegel besuchte sie dort mehrfach, sorgte für sie und war einer der Taufpaten. Mit einem Offizier des revolutionären Frankreichs in Verbindung zu stehen, war damals gefährlich. Caroline Böhmer wagte es zwar, mit dem Vater des Kindes zu korrespondieren, lehnte aber dessen Eheangebot ab. Auch wollte sie ihm das Kind nicht zur Adoption in Frankreich überlassen. Stattdessen gab sie das Kind im Januar 1794 in Lucka in Pflege und zog mit ihrer Tochter Auguste zunächst zu Freunden, dem Ehepaar Gotter nach Gotha. In späteren Briefen schildert sie, wie sehr sie und Auguste an Wilhelm Julius hingen. Sie sah aber ihren Sohn nie wieder, er starb am 30. April 1795 im Alter von zwei Jahren an einer Infektionskrankheit.
Caroline Böhmer blieb nach der Haftentlassung in Deutschland als „leichtfertige“ Frau und „Democratin“ gesellschaftlich geächtet und durch die Obrigkeit konsequent diskriminiert. Einen Beitrag zur Beschädigung ihres Rufes hatte ein 1793 unter dem Titel Die Mainzer Klubbisten zu Königstein: Oder, die Weiber decken einander die Schanden auf erschienenes Pasquill beigetragen. Der anonyme, über die privaten Verhältnisse im Haus Forster relativ gut informierte Autor zeigt Caroline Böhmer, Meta Forkel und die Damen Wedekind in der Festungshaft auf Königstein als großsprecherische, geile Weiber, die nichts anderes im Sinn haben, als sich gegenseitig die Männer abzujagen.
Als sie ihre Heimatstadt Göttingen besuchte, wurde sie per Dekret zur unerwünschten Person erklärt. Der geplante Zuzug nach Dresden wurde von vornherein untersagt. Das war Folge ihrer offenbar lückenlosen behördlichen Überwachung zumindest im Kurfürstentum Hannover. Von der Landeshauptstadt aus wurden diese repressiven Maßnahmen sorgfältig im Voraus und auf Dauer festgelegt, wie sich z. B. aus einem Schreiben an die Göttinger Behörde von 1794 ergibt:

„An den Prorector Hofrat Feder zu Göttingen. Es ist vorgekommen, wasmaasen die sich itzt in Gotha aufhaltende Doctorin Böhmer, gebohrene Michaelis, sich vor einiger Zeit dort eingefunden hat. Da wir nun derselben den Aufenthalt in Göttingen nicht gestatten können, (…). Wenn jedoch wider Vermuthen mehrerwehnte Doctorin sich dort einfinden sollte, so wird sie sofort wegzuweysen sein, und wird der Herr Prorector dieses Rescript bei dem Prorectorats-Wechsel seinem Nachfolger im Amte zur Nachahmung zu überliefern haben.“

### August Wilhelm Schlegel

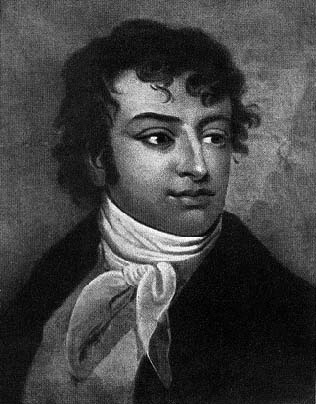
August Wilhelm Schlegel (um 1800)

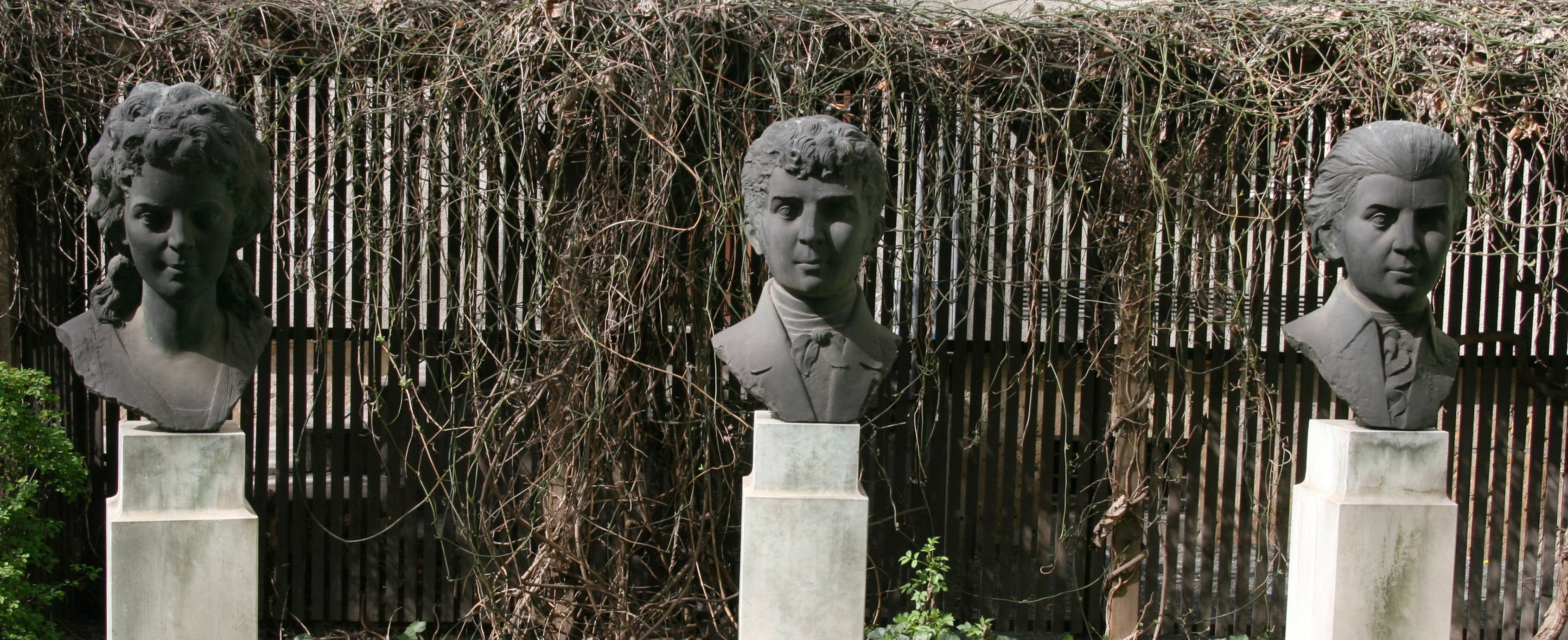
Die Büsten von Caroline und den Brüdern Schlegel in Jena

Selbst alte Freunde wandten sich von Caroline Böhmer ab oder kamen – wie ihre Gastgeber in Gotha – ihretwegen unter Druck. 1795 fand sie mit ihrer Tochter Auguste notdürftig Unterkunft bei ihrer Mutter in Braunschweig. Dorthin kam aus Amsterdam einige Monate später August Wilhelm Schlegel. Auch mit Rücksicht auf ihre schwierige wirtschaftliche und gesellschaftliche Lage heiratete Caroline Böhmer ihn am 1. Juli 1796; eine Woche später zogen sie nach Jena um, wo sie sich in den akademischen Kreisen der Universitätsstadt besser aufgenommen fand. Auch Goethe stattete ihr dort am 17. Juli einen Überraschungsbesuch ab, und im Dezember fuhren Caroline und August Wilhelm Schlegel auf einige Tage nach Weimar.
Grundsätzlich bestand aber die politische Verfolgung fort. Noch 1800 wies die Hannoversche Regierung die Behörde in Göttingen an:

„An den Prorector, Konsistorialrat Planck, und Hofrat Meiners zu Göttingen. (…) Wir vernehmen von mehreren Seiten, daß der Professor August Wilhelm Schlegel aus Jena mit seiner Frau, der vormaligen verwitweten Böhmer, gebohrene Michaelis, sich dort einfinden wird. (…) So werden Derselben und ihr, falls gedachte Professorin sich dort länger als ein paar Tage auf einer Durchreise verweilen wollte, ihren Anverwandten und nöthigenfalls ihr selbst eröffnen, daß sie sich zu entfernen habe.“

Es erstaunt daher nicht, dass Caroline Schlegel zunächst noch mit dem Gedanken spielte, mit ihrem Gatten nach Amerika auszuwandern. Die Brüder Schlegel wurden aber zunehmend zum Mittelpunkt der Jenaer Romantiker. So bedeutete diese zweite Ehe für Caroline Schlegel schließlich doch die Rückkehr in die bürgerliche Gesellschaft. Sie nahm an der literarischen Entwicklung des Kreises lebhaften Anteil.
In diese Zeit fällt auch ihre Mitarbeit an Schlegels Übersetzung der Werke Shakespeares, wobei Schlegel Übersetzungsprobleme mit ihr diskutierte, sie Übersetzungsvarianten auswählte und die Reinschrift erstellte. Man hat ihr vorgeworfen, dass ihre Beiträge häufig keine Verbesserungen gewesen seien und dass sie sich zu große Freiheiten mit dem Text herausgenommen habe, doch insgesamt war ihre Mitarbeit für den unter Zeitdruck arbeitenden Schlegel sicher eine Hilfe. In den Jahren 1797 bis 1799 übersetzte Schlegel mit seiner Ehefrau sechs der bedeutendsten und bekanntesten Werke Shakespeares: Julius Cäsar, Was ihr wollt, Romeo und Julia, Der Sturm, Hamlet und Der Kaufmann von Venedig.
Ebenfalls in jene Zeit fiel die Entfremdung zwischen Friedrich Schiller und den Schlegels (und damit letztlich den Romantikern insgesamt) und deren Hinwendung zu Goethe. Was das wesentliche Moment dieser Entfremdung war, bleibt unklar. Zum einen hatte Schiller die Beziehung zu August Wilhelm Schlegel, dessen erste Shakespeare-Übersetzungen in den Horen erschienen waren, abgebrochen, nachdem Friedrich Schlegel die Horen wegen allzu zahlreicher darin enthaltener Übersetzungen kritisiert hatte. Zum anderen können tiefere, philosophische Gegensätze zwischen den entstehenden „Dichterschulen“ der Romantiker und der Klassiker die Ursache gewesen sein. Die Romantiker lehnten den rigiden Idealismus Schillers ab und machten sich über sein Pathos lustig. So berichtet Caroline Schlegel 1799: „Aber über ein Gedicht von Schiller, das Lied von der Glocke, sind wir gestern Mittag fast von den Stühlen gefallen vor Lachen“.
Schließlich kann auch die zwischen Caroline Schlegel und Charlotte Schiller von Anfang an bestehende Abneigung ihren Beitrag geleistet haben. In Charlotte Schillers Umfeld machte man kein Hehl aus der Abneigung gegen Caroline Schlegel, man nannte sie „Dame Luzifer“ und „Das Übel“ und gab Ratschläge wie folgenden:
Die Schillern lässt Dir sagen, sowie die Schlegeln zum Haus heraus ist, sollst Du alle Türen und Fenster öffnen und dann zwei Pfund Räucherpulver verschießen, damit die Luft von der früheren Bewohnerin bis zu deren letzten Hauch gereinigt werde. Ein Pfund Räucherpulver wolle die Schillern selbst dazu geben.
Caroline Schlegel wird sich vielleicht (subtiler und mit weiter reichenden Konsequenzen) zu rächen gewusst haben, indem sie ihren Beitrag dazu leistete, dass Schiller schließlich bei den Romantikern verpönt und Goethe als der „wahre Statthalter des poetischen Geistes auf Erden“ (so Friedrich Schlegel) gesehen wurde.
1798 kam der Philosoph Friedrich Wilhelm Joseph Schelling nach Jena. Wie Novalis und Ludwig Tieck verkehrte auch er bald im Hause Schlegel. Es entwickelte sich eine Liebesbeziehung zwischen ihm und Caroline, die von ihrem Mann toleriert wurde.

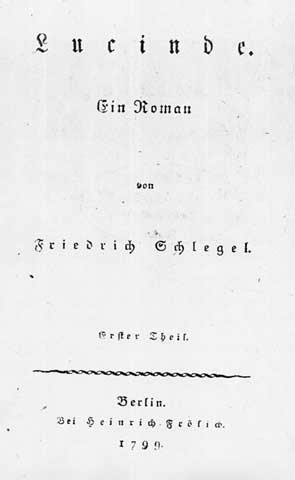
Friedrich Schlegel Lucinde 1799

Noch 1799 spielte Caroline Schlegel in Friedrich Schlegels Roman Lucinde eine wichtige Rolle: In dem Kapitel „Lehrjahre der Männlichkeit“ soll sie porträtiert worden sein. Dann aber kühlte sich das Verhältnis zwischen Schwager und Schwägerin merklich ab – wohl auch unter dem Einfluss seiner Freundin Dorothea Veit – und entwickelte sich zu offener Feindschaft. Die Wohngemeinschaft würde nicht mehr lange bestehen bleiben.

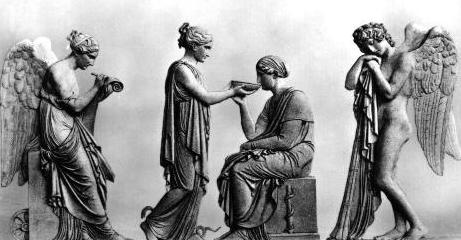
Thorwaldsen: Auguste Böhmer, ihrer Mutter Caroline ein Trinkgefäß reichend

Anfang März 1800 erkrankte Caroline Schlegel schwer an einem „Nervenfieber“ (möglicherweise Typhus), das sie für sechs Wochen in Lebensgefahr brachte. Danach sollte sie sich im fränkischen Bad Bocklet erholen, wo sie im Juni von Schelling in Begleitung ihrer Tochter Auguste besucht wurde. Caroline Schlegel erholte sich, doch die sie pflegende Auguste erkrankte plötzlich an Ruhr und starb am 12. Juli 1800. Der frühe Tod Augustes löste im damaligen Kulturleben anhaltende Betroffenheit aus. Caroline Schlegel selbst war von Trauer vernichtet: „Ich lebe nur noch halb und wandle wie ein Schatten auf der Erde“.
Ihre Liebe zu Schelling verbot sie sich und wollte ihn nur noch als (geistigen) Sohn sehen. Der geistige Vater sollte Goethe sein. Sie schrieb an Schelling: „Er [Goethe] liebt dich väterlich, ich liebe dich mütterlich, was hast du für wunderbare Eltern. Kränke uns nicht.“ Caroline Schlegels Wunsch für ein Grabmal ihrer Tochter blieb zunächst unerfüllt; erst nach ihrem Tod übermittelte ihn Schelling an den dänischen Bildhauer Bertel Thorvaldsen. Der stellte das Relief zwar in Rom fertig, das Werk wurde aber in Bad Bocklet nicht aufgestellt. Es ist heute im Thorwaldsen Museum in Kopenhagen zu besichtigen, eine Kopie befindet sich im Kurmittelhaus von Bad Bocklet.

### Friedrich Schelling

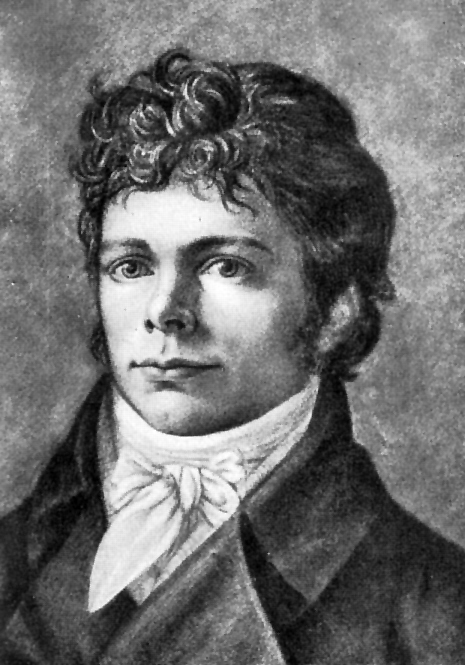
Friedrich Schelling (ca. 1800)

August Wilhelm Schlegel ging Ende 1800 von Jena nach Berlin, um Privatvorlesungen zu halten (eine Universität gab es dort damals noch nicht, die heutige Humboldt-Universität wurde erst 1809 gegründet). Caroline Schlegel blieb zurück und ihre Beziehung kühlte weiter ab. Seit 1799 kam sie mit Schelling zusammen, der damals mit Friedrich Hegel zusammen lebte und arbeitete. Das Ehepaar Schlegel verständigte sich auf eine Scheidung. Um den langwierigen Amtsweg mit persönlichem Erscheinen vor Gericht zu vermeiden, versuchten sie, mit Hilfe von Goethe die Scheidung durch Carolines Landesherrn Herzog Carl August von Sachsen-Weimar feststellen zu lassen. Schelling selbst ließ dazu im Oktober 1802 an Schlegel in Berlin einen Entwurf Caroline Schlegels senden, in dem die Eheleute dem Herzog darstellen:

„Durchlauchtigster Herzog, Gnädigster Fürst und Herr ! (…) Seitdem wir uns vor sechs Jahren mit einander verbunden haben, sind in unsern beiderseitigen Verhältnissen solche entschiedne Veränderungen eingetreten, daß wir uns in die Lage versetzt sehen, eine rechtliche Trennung unsrer Verbindung, als eine gleiche Nothwendigkeit und ein gleiches Glück für beide, zu betrachten.“

Der Herzog folgte dem Gesuch, die Scheidung wurde zum 17. Mai 1803 wirksam.
Bereits am 26. Juni 1803 heirateten Caroline Schlegel und Friedrich Schelling in Murrhardt. Sie folgte ihm im selben Jahr zunächst an die nach der 1803 unter bayerische Aufsicht gelangte Universität Würzburg. Dort wohnte das Ehepaar in einem von der Universität gestellten Haus in enger Nachbarschaft mit den ebenfalls neu ernannten Professoren Paulus und von Hoven, die Kontakte zu den Kreisen um Charlotte von Schiller in Weimar und den mit seinem Bruder inzwischen völlig verfeindeten Friedrich Schlegel pflegten, wo man sich weiter berufen fühlte, „das Übel“ alias „Frau Luzifer“ alias Caroline Schelling mit allen möglichen Mitteln zu bekämpfen. Paulus schreibt zum Beispiel: „Es ist recht gut, daß unsere Wohnung durch eine Kirche von der ihrigen getrennt ist, wo nach katholischer Sitte fleißig geräuchert wird.“ Vor allem die Frauen der Professoren beteiligten sich rege an der gegen Caroline gerichteten Korrespondenz: Henriette von Hoven berichtete an Frau Schiller, und Dorothea Schlegel wurde durch Frau Paulus mit Gerede versorgt. So wurden zum Beispiel Gerüchte gestreut, dass Caroline ein Verhältnis mit dem Zoologieprofessor Martin Heinrich Köhler unterhalte.

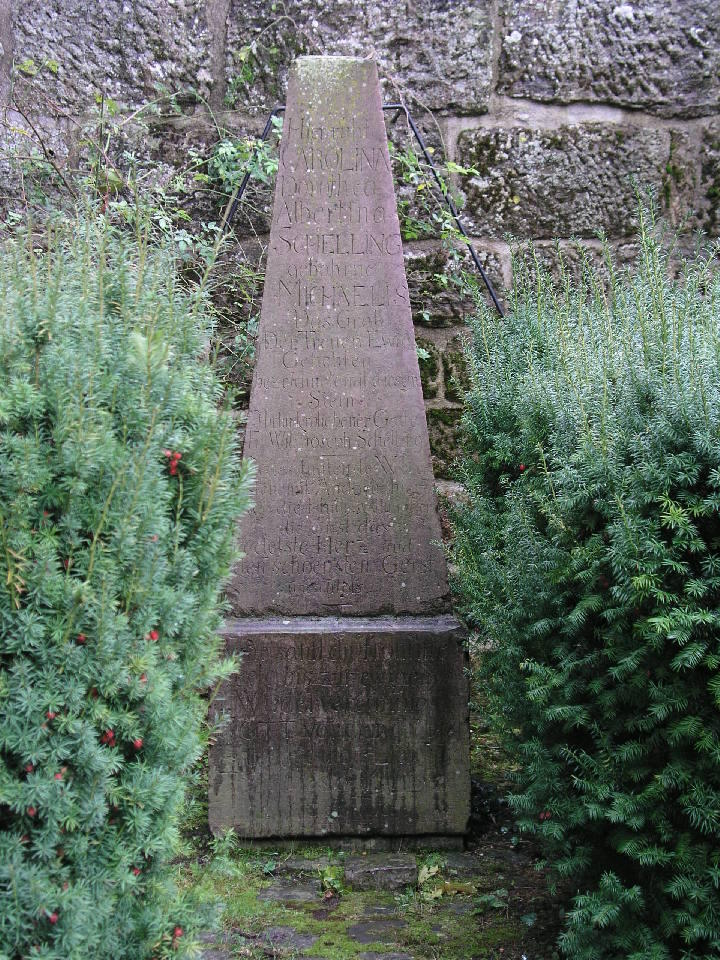
Obelisk auf dem Grab von Caroline Schelling in Maulbronn

Als Würzburg 1806 im Frieden von Preßburg an den Habsburger Ferdinand fiel, der dadurch Großherzog von Würzburg wurde, verweigerte Schelling den Eid auf die neue Regierung. Das fiel ihm insofern leicht, als abgesehen von den ganz persönlichen Stänkereien der Ehepaare Paulus und Hoven, Schelling im erzkatholischen Würzburg keinen guten Stand hatte. So war es jungen Priestern verboten, seine Vorlesungen zu besuchen, auch konnte er sich von einem Habsburger Großherzog als Herrn der Universität nichts erhoffen. 1806 wurde Schelling nach München berufen.
Im Mai 1808 wurde Schelling Generalsekretär der neu gegründeten Akademie der Bildenden Künste, wobei sein Gehalt von 1200 auf 3000 Gulden jährlich aufgestockt wurde, was ein relativ bequemes Leben ermöglichte. Allzu viele gesellschaftliche Kontakte hatte das Ehepaar in der Münchner Zeit nicht, abgesehen von Clemens und Bettine Brentano sowie Ludwig Tieck mit seiner Schwester, die sich zu der Zeit in München aufhielten.
Während eines Besuchs bei Schellings Eltern in Maulbronn starb Caroline am 7. September 1809 um 3 Uhr morgens – wie seinerzeit ihre Tochter Auguste an einer Durchfallerkrankung. Am 10. September wurde sie auf dem Friedhof hinter der Kirche des Klosters Maulbronn beigesetzt. Ein Obelisk erinnert dort an sie mit der Inschrift: „Ruhe sanft, du fromme Seele, bis zur ewigen Wiedervereinigung. Gott, vor dem du bist, lohne in dir die Liebe und Treue, die stärker ist als der Tod.“
Zum Andenken an Caroline Schlegel und den Jenaer Romantikerkreis vergibt die Stadt Jena alle drei Jahre den Caroline-Schlegel-Preis.

## Caroline, Auguste und Goethe
Ohne Zweifel hat zwischen Caroline, ihrer Tochter Auguste und Goethe ein besonderes Verhältnis bestanden. Als Goethe am 28. September 1783 im Hause ihres Vaters in Göttingen weilte, war Caroline zwar zu ihrem Bedauern anderweitig verabredet. Kurz darauf aber berichtete sie, im Besitz eines Manuskripts der Iphigenie zu sein. Am 10. August 1784 traf Goethe in seiner Eigenschaft als Minister zu einer Besichtigung des Bergbaus in Clausthal ein, wo seit einigen Wochen Caroline und Wilhelm Böhmer wohnten. Er übernachtete allerdings bei dem örtlichen Repräsentanten der Regierung und verließ den Ort am 14. August wieder. Eine persönliche Begegnung Madame Böhmers mit dem Dichterfürsten ist für diese Zeit nicht nachweisbar. Neun Monate später, am 28. April 1785, wurde Carolines erstes Kind Auguste geboren. Der Schelling-Biograph Walter E. Ehrhardt machte unter Hinweis auf diesen zeitlichen Zusammenhang geltend, dass Auguste das Kind von Caroline und Goethe gewesen sei, blieb konkrete Nachweise allerdings schuldig.
Nach 1785 wissen wir von einem Treffen zwischen Caroline und Goethe erst aus dem August 1792, als er auf dem Weg zum Aufmarsch der Armee der monarchischen Koalition gegen die französische Republik drei Tage zu Gast bei Georg Forster im republikanischen Mainz war. Auguste galt in späteren Jahren als sein „verhätschelter Liebling“. Nach Augustes frühem Tod bot Goethe an, eine Inschrift zu ihrem Grabmal beizusteuern, und schlug der Mutter vor, eine Urne mit einer Abbildung Augustes in ihrer Wohnung aufzustellen (was Caroline als geschmacklos ablehnte).
Goethes 1801 begonnene, unvollendet gebliebene Tragödie Eugenie oder die Natürliche Tochter kann ebenso als verschleierte Widmung für Auguste gelten wie die Art seiner Aufführung von Schlegels Ion. Zwar gibt es keine Nachweise, dass Goethe bei der Entlassung von Caroline und Auguste aus der Haft in der Festung Königstein mitgewirkt hatte. Als aber Caroline später von Vertretern der Weimarer Klassik scharf angegriffen wurde, schrieb Goethe nur achtungsvoll über sie. Man warf ihm deswegen „Zuneigung gegen die Schlegel“ vor. Als 1803 das Scheitern der Ehe von Caroline und Schlegel klar war, half Goethe beiden bei der Scheidung, indem er ihr Gesuch an den Landesherrn eigenhändig abänderte. Wenige Monate vor ihrem Tod hatte Auguste mit der Übersetzung einer Novelle Boccaccios, Tancred, begonnen. Nach Augustes Tod zog Goethe sich nach Jena zurück und widmete sich seinerseits einer Übersetzung von Voltaires Tancrède – „in Betrachtung der Kürze und Vergänglichkeit des menschlichen Lebens“ (Brief an Schiller vom 25. Juli 1800). Noch 1830, als Caroline schon verstorben war, soll Goethe seine Freundin Jenny von Pappenheim gebeten haben, auf ihrer Reise einen Besuch am Grab Augustes nicht zu versäumen.

## Werke
Redaktionell angepasst aus: Franz Muncker: Schelling, Caroline. In: Allgemeine Deutsche Biographie (ADB). Band 31, Duncker & Humblot, Leipzig 1890, S. 3–6.
August Wilhelm Schlegel äußerte 1828 über Caroline, sie habe alle Talente besessen, um als Schriftstellerin zu glänzen, ohne dass jedoch ihr Ehrgeiz darauf gerichtet gewesen sei.
Meist hat sich Caroline offenbar tatsächlich damit begnügt, im Stillen an den Aufsätzen und Rezensionen Schlegels mitzuarbeiten, fremde Bücher für ihn zu lesen, einzelne Abschnitte seiner Essays zu entwerfen und diese Entwürfe hie und da schon mit Worten auszuführen, die keiner Veränderung durch ihn mehr bedurften.
So hatte sie namentlich an dem Aufsatz über Shakespeares Romeo und Julia (1797), an der Beurteilung einiger Schauspiele und Romane von Iffland, J. Schulz, Lafontaine (1798) und an dem Gespräch „Die Gemälde“ (1798) wesentlichen Anteil. Sie vor allem spornte Schlegel zur Übersetzung der Dramen Shakespeares wieder und wieder an. Romeo und Julia, Was ihr wollt und namentlich die in den ersten Jahren ihrer Ehe ausgearbeiteten Verdeutschungen Shakespeares gingen erst durch ihre Hand, bevor sie in die Druckerei kamen.
Eigenständig verfasste Caroline vor allem Rezensionen belletristischer Werke, die in Zeitschriften wie der Allgemeinen Literatur-Zeitung und im Athenaeum gedruckt wurden. Auch ein vereinzeltes Fragment steuerte sie zum Athenaeum bei.
Nach einem Brief ihres Bräutigams Schlegel an Schiller hatte sie um 1796 auch eine Erzählung geschrieben; erhalten ist neben literarischen Scherzen und anderen Kleinigkeiten aber nur der fragmentarische Entwurf eines Romans, der die seelische Entwicklung einer ihr ähnlichen Frau darstellen sollte.
1801 verdeutschte sie ein französisches Singspiel Philippe et Georgette in freier Weise, später übersetzte sie einige Sonette Petrarcas; doch wurde von dem allen fast nichts gedruckt.

## Briefe und andere Quellen

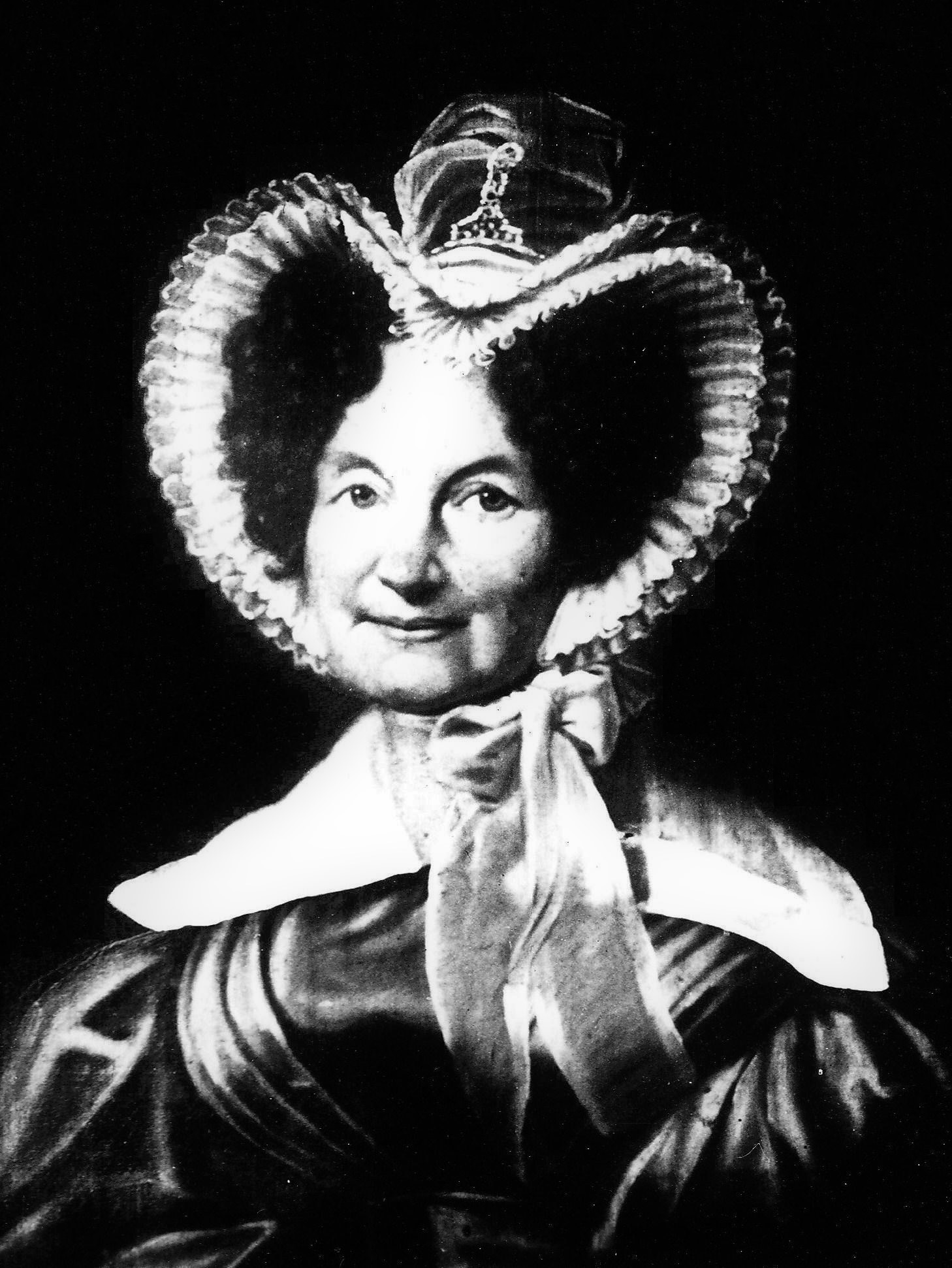
Luise Wiedemann, geb. Michaelis

„Ihr schriftstellerisches Talent bewies sie [Caroline] am meisten in ihren anmuthig plaudernden, von Verstand, Phantasie, wahrem Kunstsinn und poetischem Geist durchdrungenen, mit Neckerei und feiner Bosheit gewürzten Briefen, den schönsten Frauenbriefen aus der Glanzperiode unserer neueren Litteratur.“ (Franz Muncker: Schelling, Caroline. In: Allgemeine Deutsche Biographie (ADB). Band 31, Duncker & Humblot, Leipzig 1890, S. 6.):
- Georg Waitz: Caroline: Briefe an ihre Geschwister, ihre Tochter Auguste, die Familie …. 2 Bde. Hirzel, Leipzig 1871.
- Erich Schmidt: Caroline. Briefe aus der Frühromantik. 2 Bde. Insel, Leipzig 1913.
- Sigrid Damm: Caroline Schlegel-Schelling. „Lieber Freund, ich komme weit her schon an diesem frühen Morgen“. Briefe. Luchterhand, Darmstadt 1988, ISBN 3-630-61303-9.
- Sigrid Damm: Caroline Schlegel-Schelling. Ein Lebensbild in Briefen. Insel, Frankfurt a. M., Leipzig 2009, ISBN 3-458-35120-5.
- Ruth Finckh (Hrsg., unter Mitarbeit von Roswitha Benedix, Petra Mielcke, Ortrud Schaffer-Ottermann und Dagmar von Winterfeld): Das Universitätsmamsellen-Lesebuch. Fünf gelehrte Frauenzimmer, vorgestellt in eigenen Werken. Universitätsverlag Göttingen, Göttingen 2015, S. 111–155, ISBN 978-3-86395-243-3 (Digitalisat).

Eine wichtige Quelle für Carolines Leben sind die Erinnerungen ihrer Schwester Luise:
- Luise Wiedemann: Erinnerungen von Luise Wiedemann, geborene Michaelis, der Schwester Carolinens. Nebst Lebensabrissen ihrer Geschwister und Briefen Schellings und anderer. Hrsg. von Julius Steinberger. Vereinigung Göttinger Bücherfreunde, Göttingen 1929. Darin: Lebensabriß Caroline Albertine Michaelis, S. 77–85.

## Film
- „Glücklich will ich sein oder Die Kunst zu leben, Caroline Schlegel-Schelling“, ein Film von Vera Botterbusch mit Tanja Kübler, Roman Dudler, Eva Mende, Silvia Fink, Thomas Koch, Angela Bohrmann, Oliver Boysen, 45 Min., Bayerischer Rundfunk 1998.